# Дернятина, Тамара
Тамара Дернятина, урождённая Храмова (фин. Tamara Dernjatin, o.s. Hramova; 6 июня 1926, Муолаа — 3 июня 2003, Хельсинки) — финская певица, участница популярного в Финляндии трио Metro-tytöt. Выступала также как сольная певица под псевдонимами Marianne и Tamara.

## Биография
Родилась в русской семье в местечке Муолаа на Карельском перешейке (ныне Правдино Выборгского района Ленинградской области). После войны семья переехала в Турку, где сёстры Тамара, Ольга и Екатерина (Кати) Храмовы создали вокальный ансамбль Sävelsiskot, записавший пять песен, три из которых — совместно с Олави Вирта в 1950 году. Позже стала одной из участниц вокального трио Metro-tytöt.
Кроме того, она записала множество сольных пластинок, в том числе Pienet kellot и Jos luulet mun kaipaavan. Совместно с Олави Вирта записала песни Vuoden vaihtuessa, Näin lapsuusjouluina laulettiin и Keittiöpolkka.